# 秦渙
秦渙（1446年—？），字汝亨，浙江紹興府會稽縣人，民籍，明朝政治人物。

## 生平
成化十三年（1477年）丁酉科浙江鄉試第七十四名舉人。成化二十三年（1487年）中式丁未科會試第八十名，三甲第一百一十四名進士。弘治元年（1488年）任东莞县知县。

## 家族
曾祖秦森；祖父秦浩；父秦玒，母阮氏。永感下。